# Yakamoz S-245
Production
Diffusion
Yakamoz S-245 est une série télévisée d'action post-apocalyptique turque en sept épisodes d'environ 48 minutes créée par Jason George et mise en ligne le 20 avril 2022 sur la plateforme Netflix.
Il s'agit de la série dérivée de la série belge Into the Night et, toujours, de l'adaptation du roman polonais The Old Axolotl (Starość aksolotla, 2015) de Jacek Dukaj,,.

## Synopsis
À la base aérienne d'Incirlik, à Adana, une lieutenant turque qui travaillent pour l’OTAN nommé Hatice signale des ondes solaires inhabituelles à ça supérieur. Nous faisons ensuite la connaissance d'Arman, plongeur autonome et ingénieur sous-marin. Arman s'embarque à contrecœur pour une mission de recherche sous-marine près d'Incirlik. Ils prennent conscience d'une catastrophe mondiale : le Soleil est devenu mortel pour les humains sans protection. Ils arrivent sur l’île de Chios où un sous-marin militaire de la marine turque, le Yakamoz S-245 (Classe Ay), a fait surface, et les deux équipages unissent leurs forces. Ils recherchent des survivants sur l’île, mais aucun n'est retrouvé et certains membres de l'équipage meurent. Avant l'aube, l'équipage survivant retourne au sous-marin où les tensions atteignent leur paroxysme. Suite à une explosion d’une grenade, le sous-marin est endommagé et deux personnes, dont Arman, sortent pour le réparer. L'équipage du Yakamoz découvre alors un intrus : Hatice, qui s'est cachée dans le sous-marin pour se protéger du Soleil mortel. Après d'autres événements, ils décident de se diriger vers une réserve de graines en Norvège, reliant ainsi la série à sa série sœur, Into the Night .

## Distribution
- Kıvanç Tatlıtuğ (VF : Anatole de Bodinat) : Arman
- Özge Özpirinçci (VF : Kelly Marot) : Defne
- Ertan Saban (tr) (VF : Stéphane Fourreau) : second Umut
- Ece Çeşmioğlu (tr) (VF : Camille Donda) : Lieutenant Yonca
- Jerry Hoffmann (VF : Mike Fédée) : Felix
- Ecem Uzun (tr) (VF : Léopoldine Serre) : Rana
- Meriç Aral (tr) : Hatice
- Onur Ünsal (tr) (VF : Benjamin Gasquet) : Cem
- Ersin Arıcı (VF : Jérémy Prévost) : quartier maitre Altan
- Güven Murat Akpınar (tr) (VF : Vincent de Boüard) : Barış
- Alper Saldıran (tr) (VF : Thomas Roditi) : Kenan
- Hakan Salınmış (tr) (VF : Patrick Messe) : Commandant Erenay
- Serkan Uzuner

## Production

### Tournage
Le tournage a lieu à Izmir et Balıkesir, ainsi qu’à Ayvalik, au bord de la mer Égée, Foça, Istanbul et l'île de Cunda, en Turquie,.

### Fiche technique
- Titre original et français : Yakamoz S-245
- Création : Jason George
- Réalisation : Umut Aral et Tolga Karaçelik
- Scénario : Jason George, Atasay Koç, Cansu Çoban et Sami Berat Marçalı
- Musique : Ahmet Bilgiç
- Direction artistique : Süleyman Iyisu et Firat Yunluel
- Décors : Firat Yunluel
- Costumes : n/a
- Photographie : Burak Kanbir
- Montage : Aziz Imamoglu, Özcan Vardar, Cicek Kahraman et Barkin Yesiltepe
- Casting : Olgu Caglar
- Production : Diloy Gülün et Onur Güvenatam
- Production exécutive : Jason George
- Production associée : Selim Yildirim
- Société de production : OGM Pictures
- Société de distribution : Netflix
- Pays de production :  Turquie
- Langues originales : turc, allemand, anglais
- Format : couleur - 4K (Ultra HD)
- Genre : action post-apocalyptique, drame
- Durée : 40-53 minutes
- Nombre d'épisodes : 7
- Nombre de saison : 1
- Date de diffusion : Monde : 20 avril 2022 sur Netflix

## Épisodes
Les sept épisodes ne contiennent aucun titre.